# Коріння гір
«Коріння гір» (англ. The Roots of the Mountains) — фентезійний роман англійського письменника Вільяма Морріса, можливо, першого сучасного фентезі-письменника, який об'єднує уявний світ з елементом надприродного, і таким чином, попередника більшості сучасної фентезійної літератури. Роман вперше вийшов 1889 року у видавництві Reeves and Turner. Його значущість для історії фентезійної літератури була визначена поважним видавництвом Newcastle Publishing Company на 19 сторінці дев'ятнадцятого тому Newcastle Forgotten Fantasy Library у квітні 1979 року. 
За словами Грема Сімана, «„Коріння гір“, здається, є історією, яка надихнула підґрунтя Данедіна, мандрівників згасаючого героїчного минулого, які захищали кордони Шира проти орків і любові Араґорна, Еовіна, Фараміра, та Арвен з „Володаря перснів“ Толкіна».
Ця робота та її попередник, «Будинок Вольфінгів», певною мірою є історичними романами, з незначними згадками магії чи взагалі без них. Морріс продовжував розвивати новий жанр, створений цими творами, у таких пізніших фентезійних романах, як «Ліс за межами світу», Дитячий ярмарок Крістофер та Голділінд, «Добра на кінці Світу», «Вода на Чудових островах» і «Захоплення потоку».

## Сюжет
Дія роману відбувається в Бургдейлі, невеликому германському поселенні в долині біля підніжжя гірського хребта, а також сусідніх лісах, на пасовищах і галявинах. У цій місцині мешкають взаємозалежні Дейлени, які є ткачами, ковалями та торговцями, Лісовики, які є мисливцями та теслярами, а також Пастухи. Їхнє суспільство зазнає впливів зовнішнього світу, від Синів Вовків, нащадки Вольфінгів з попереднього роману, та вторгненням «людей Дускі» (гунів). Сини Вовків, вигнані зі своєї історичної батьківщини «людьми Дускі», продовжують протистояти загарбникам, як прикордонні сили, які охороняють свій новий дім. Дещо неспокійна інтеграція «Синів Вовків» у нове суспільство, яке вони захищають, розповідається в форсі історії п'яти кохань, між представниками обох народів, четверо з яких зрештою одружуються.
Морріс планував продовження «Коріння гір», яке повинно було називатися «Історія Дезідерія», але він його так і не завершив.